# Drosophila antonietae
Drosophila antonietae är en tvåvingeart som beskrevs av Tidon-sklorz och Sene 2001. Drosophila antonietae ingår i släktet Drosophila och familjen daggflugor.
Artens utbredningsområde är Brasilien.